# 多利斯山站
多利斯山站（英語：Dollis Hill tube station）是倫敦地鐵的一個車站，位於布倫特區多利斯山，靠近威爾斯登。多利斯山站是朱比利線的車站，位於倫敦第3收費區。大都會線列車經過本站但不停車。多利斯山站沒有地表大樓。